# Éliminatoires du Championnat d'Europe de football 2004, groupe 4
Cet article donne le calendrier, les résultats des matches ainsi que le classement du groupe 4 des éliminatoires de l'Euro 2004.

## Classement
| Rang | Équipe      | Pts | J | G | N | P | Bp | Bc | Diff |  | Résultats (▼ dom., ► ext.) |     |     |     |     |     |
| ---- | ----------- | --- | - | - | - | - | -- | -- | ---- |  | -------------------------- | --- | --- | --- | --- | --- |
| 1    | Suède       | 17  | 8 | 5 | 2 | 1 | 19 | 3  | +16  |  | Suède                      |     | 0-1 | 3-0 | 1-1 | 5-0 |
| 2    | Lettonie    | 16  | 8 | 5 | 1 | 2 | 10 | 6  | +4   |  | Lettonie                   | 0-0 |     | 0-2 | 3-1 | 3-0 |
| 3    | Pologne     | 13  | 8 | 4 | 1 | 3 | 11 | 7  | +4   |  | Pologne                    | 0-2 | 0-1 |     | 0-0 | 5-0 |
| 4    | Hongrie     | 11  | 8 | 3 | 2 | 3 | 15 | 9  | +6   |  | Hongrie                    | 1-2 | 3-1 | 1-2 |     | 3-0 |
| 5    | Saint-Marin | 0   | 8 | 0 | 0 | 8 | 0  | 30 | -30  |  | Saint-Marin                | 0-6 | 0-1 | 0-2 | 0-5 |     |

## Résultats et calendrier
| 7 septembre 2002 | Lettonie                           | 0 - 0                                  | Suède                               | Skonto Stadion Riga, Lettonie                                        |                                                                      |
| 20:00            |                                    | (0 - 0)                                |                                     | Spectateurs : 7 950 ou 8 500 ou 9 000 Arbitrage : Frank De Bleeckere | Spectateurs : 7 950 ou 8 500 ou 9 000 Arbitrage : Frank De Bleeckere |
| 20:00            | M. Zemļinskis 12e · J. Laizāns 84e | (Rapports NFT, svenkfotboll.se et LFF) | 61e Z. Ibrahimović · 74e M. Allbäck | Spectateurs : 7 950 ou 8 500 ou 9 000 Arbitrage : Frank De Bleeckere | Spectateurs : 7 950 ou 8 500 ou 9 000 Arbitrage : Frank De Bleeckere |

| 7 septembre 2002 | Saint-Marin | 0 - 2 | Pologne                             | Stade olympique, Serravalle                 |                                             |
|                  |             |       | 75e Kaczorowski (en) · 88e Kukiełka | Spectateurs : 2 421 Arbitrage : Paul McKeon | Spectateurs : 2 421 Arbitrage : Paul McKeon |

| 12 octobre 2002 | Pologne | 0 - 1                       | Lettonie         | Stade du maréchal Józef Piłsudski Varsovie, Pologne                  |                                                                      |
| 19:00           |         | (0 - 1)                     | 30e J. Laizāns   | Spectateurs : 11 000 ou 11 814 ou 12 000 Arbitrage : Massimo Busacca | Spectateurs : 11 000 ou 11 814 ou 12 000 Arbitrage : Massimo Busacca |
| 19:00           |         | (Rapports NFT, PZPN et LFF) | 79e V. Astafjevs | Spectateurs : 11 000 ou 11 814 ou 12 000 Arbitrage : Massimo Busacca | Spectateurs : 11 000 ou 11 814 ou 12 000 Arbitrage : Massimo Busacca |

| 12 octobre 2002 | Suède           | 1 - 1 | Hongrie    | Stade Råsunda, Solna                            |                                                 |
|                 | Ibrahimović 76e |       | 5e Kenesei | Spectateurs : 35 084 Arbitrage : Wolfgang Stark | Spectateurs : 35 084 Arbitrage : Wolfgang Stark |

| 16 octobre 2002 | Hongrie          | 3 - 0 | Saint-Marin | Stade Ferenc-Szusza, Budapest                     |                                                   |
|                 | Gera 49e 60e 85e |       |             | Spectateurs : 4 136 Arbitrage : Gylfi Þor Orrason | Spectateurs : 4 136 Arbitrage : Gylfi Þor Orrason |

| 20 novembre 2002 | Saint-Marin                                  | 0 - 1                 | Lettonie                    | Stadio Olimpico Serravalle, Saint-Marin           |                                                   |
| 20:00            |                                              | (0 - 0)               | 89e (csc) C. Valentini (it) | Spectateurs : 600 ou 637 Arbitrage : Asim Khudiev | Spectateurs : 600 ou 637 Arbitrage : Asim Khudiev |
| 20:00            | C. Valentini (it) 20e · R. Muccioli (it) 88e | (Rapports NFT et LFF) |                             | Spectateurs : 600 ou 637 Arbitrage : Asim Khudiev | Spectateurs : 600 ou 637 Arbitrage : Asim Khudiev |

| 29 mars 2003 | Pologne | 0 - 0 | Hongrie | Stade de Silésie, Chorzów                          |
|              |         |       |         | Spectateurs : 42 200 Arbitrage : Massimo De Santis |

| 2 avril 2003 | Hongrie     | 1 - 2 | Suède           | Ferenc Puskás Stadium (en), Budapest             |                                                  |
|              | Lisztes 64e |       | 33e 66e Allbäck | Spectateurs : 22 162 Arbitrage : Lucílio Batista | Spectateurs : 22 162 Arbitrage : Lucílio Batista |

| 2 avril 2003 | Pologne                                                   | 5 - 0 | Saint-Marin | Miejski Stadion Sportowy "KSZO" (en), Ostrowiec Świętokrzyski |                                               |
|              | Szymkowiak 5e · Kosowski 26e · Kuźba 54e 90e · Karwan 81e |       |             | Spectateurs : 8 000 Arbitrage : Loḯzos Loḯzou                 | Spectateurs : 8 000 Arbitrage : Loḯzos Loḯzou |

| 30 avril 2003 | Lettonie                                   | 3 - 0                 | Saint-Marin                               | Skonto Stadion Riga, Lettonie                |                                              |
| 19:00         | A. Prohorenkovs 10e · I. Bleidelis 21e 74e | (2 - 0)               |                                           | Spectateurs : 7 500 Arbitrage : Hubert Byrne | Spectateurs : 7 500 Arbitrage : Hubert Byrne |
| 19:00         | A. Isakovs 86e                             | (Rapports NFT et LFF) | 36e R. Muccioli (it) · 48e M. Marani (it) | Spectateurs : 7 500 Arbitrage : Hubert Byrne | Spectateurs : 7 500 Arbitrage : Hubert Byrne |

| 7 juin 2003 | Hongrie                                        | 3 - 1                                      | Lettonie                          | Puskás Ferenc Stadion Budapest, Hongrie     |                                             |
| 20:15       | I. Szabics 51e 58e · Z. Gera 88e               | (0 - 1)                                    | 38e M. Verpakovskis               | Spectateurs : 3 500 Arbitrage : Markus Merk | Spectateurs : 3 500 Arbitrage : Markus Merk |
| 20:15       | F. Urbán 4e · T. Juhár (hu) 61e · C. Fehér 81e | (Rapports NFT, magyarvalogatott.hu et LFF) | 32e A. Koliņko · 81e V. Astafjevs | Spectateurs : 3 500 Arbitrage : Markus Merk | Spectateurs : 3 500 Arbitrage : Markus Merk |

| 7 juin 2003 | Saint-Marin | 0 - 6 | Suède                                                | Stade olympique, Serravalle                   |                                               |
|             |             |       | 16e 60e 70e Jonson · 49e 85e Allbäck · 55e Ljungberg | Spectateurs : 2 184 Arbitrage : Dejan Delević | Spectateurs : 2 184 Arbitrage : Dejan Delević |

| 11 juin 2003 | Saint-Marin | 0 - 5 | Hongrie                                                    | Stade olympique, Serravalle                 |                                             |
|              |             |       | 4e Böőr (en) · 20e 81e Lisztes · 60e Kenesei · 76e Szabics | Spectateurs : 1 410 Arbitrage : Kenny Clark | Spectateurs : 1 410 Arbitrage : Kenny Clark |

| 11 juin 2003 | Suède                          | 3 - 0 | Pologne | Stade Råsunda, Solna                              |                                                   |
|              | Svensson 16e 72e · Allbäck 43e |       |         | Spectateurs : 35 220 Arbitrage : Gilles Veissière | Spectateurs : 35 220 Arbitrage : Gilles Veissière |

| 6 septembre 2003 | Lettonie                                                                                  | 0 - 2                       | Pologne                                             | Skonto Stadion Riga, Lettonie                           |                                                         |
| 20:30            |                                                                                           | (0 - 2)                     | 36e M. Szymkowiak · 39e T. Kłos                     | Spectateurs : 6 500 ou 8 000 Arbitrage : Kyros Vassaras | Spectateurs : 6 500 ou 8 000 Arbitrage : Kyros Vassaras |
| 20:30            | A. Isakovs 42e · J. Laizāns 60e · V. Lobaņovs 63e · A. Rubins 65e · O. Blagonadeždins 84e | (Rapports NFT, PZPN et LFF) | 38e M. Lewandowski · 64e M. Żurawski · 66e T. Hajto | Spectateurs : 6 500 ou 8 000 Arbitrage : Kyros Vassaras | Spectateurs : 6 500 ou 8 000 Arbitrage : Kyros Vassaras |

| 6 septembre 2003 | Suède                                                                          | 5 - 0 | Saint-Marin | Ullevi, Göteborg                                |                                                 |
|                  | Jonson 32e · Jakobsson 48e · Ibrahimović 53e 81e (pen.) · Källström 66e (pen.) |       |             | Spectateurs : 31 098 Arbitrage : Stefan Messner | Spectateurs : 31 098 Arbitrage : Stefan Messner |

| 10 septembre 2003 | Lettonie                                   | 3 - 1                                      | Hongrie        | Skonto Stadion Riga, Lettonie                                     |                                                                   |
| 21:00             | M. Verpakovskis 38e 51e · I. Bleidelis 43e | (2 - 1)                                    | 10e K. Lisztes | Spectateurs : 3 000 ou 4 500 ou 5 500 Arbitrage : Claus Bo Larsen | Spectateurs : 3 000 ou 4 500 ou 5 500 Arbitrage : Claus Bo Larsen |
| 21:00             |                                            | (Rapports NFT, magyarvalogatott.hu et LFF) | 19e C. Fehér   | Spectateurs : 3 000 ou 4 500 ou 5 500 Arbitrage : Claus Bo Larsen | Spectateurs : 3 000 ou 4 500 ou 5 500 Arbitrage : Claus Bo Larsen |

| 10 septembre 2003 | Pologne | 0 - 2 | Suède                     | Stadion Wojska Polskiego, Varsovie          |                                             |
|                   |         |       | 3e Nilsson · 38e Mellberg | Spectateurs : 18 500 Arbitrage : Mike Riley | Spectateurs : 18 500 Arbitrage : Mike Riley |

| 11 octobre 2003 | Hongrie     | 1 - 2 | Pologne            | Ferenc Puskás Stadium (en), Budapest                    |                                                         |
|                 | Szabics 48e |       | 10e 63e Niedzielan | Spectateurs : 13 800 Arbitrage : Manuel Mejuto González | Spectateurs : 13 800 Arbitrage : Manuel Mejuto González |

| 11 octobre 2003 | Suède           | 0 - 1                                 | Lettonie                          | Råsunda fotbollsstadion Solna, Suède               |                                                    |
| 17:00           |                 | (0 - 1)                               | 22e M. Verpakovskis               | Spectateurs : 32 095 Arbitrage : Massimo De Santis | Spectateurs : 32 095 Arbitrage : Massimo De Santis |
| 17:00           | M. Svensson 44e | (Rapports NFT, svenfotboll.se et LFF) | 36e M. Zemļinskis · 73e D. Zirnis | Spectateurs : 32 095 Arbitrage : Massimo De Santis | Spectateurs : 32 095 Arbitrage : Massimo De Santis |